# Il ritorno di Massimo
Il ritorno di Massimo (Возвращение Максима) è un film del 1937 diretto da Grigorij Michajlovič Kozincev e Leonid Trauberg.